# Robert Stanfield

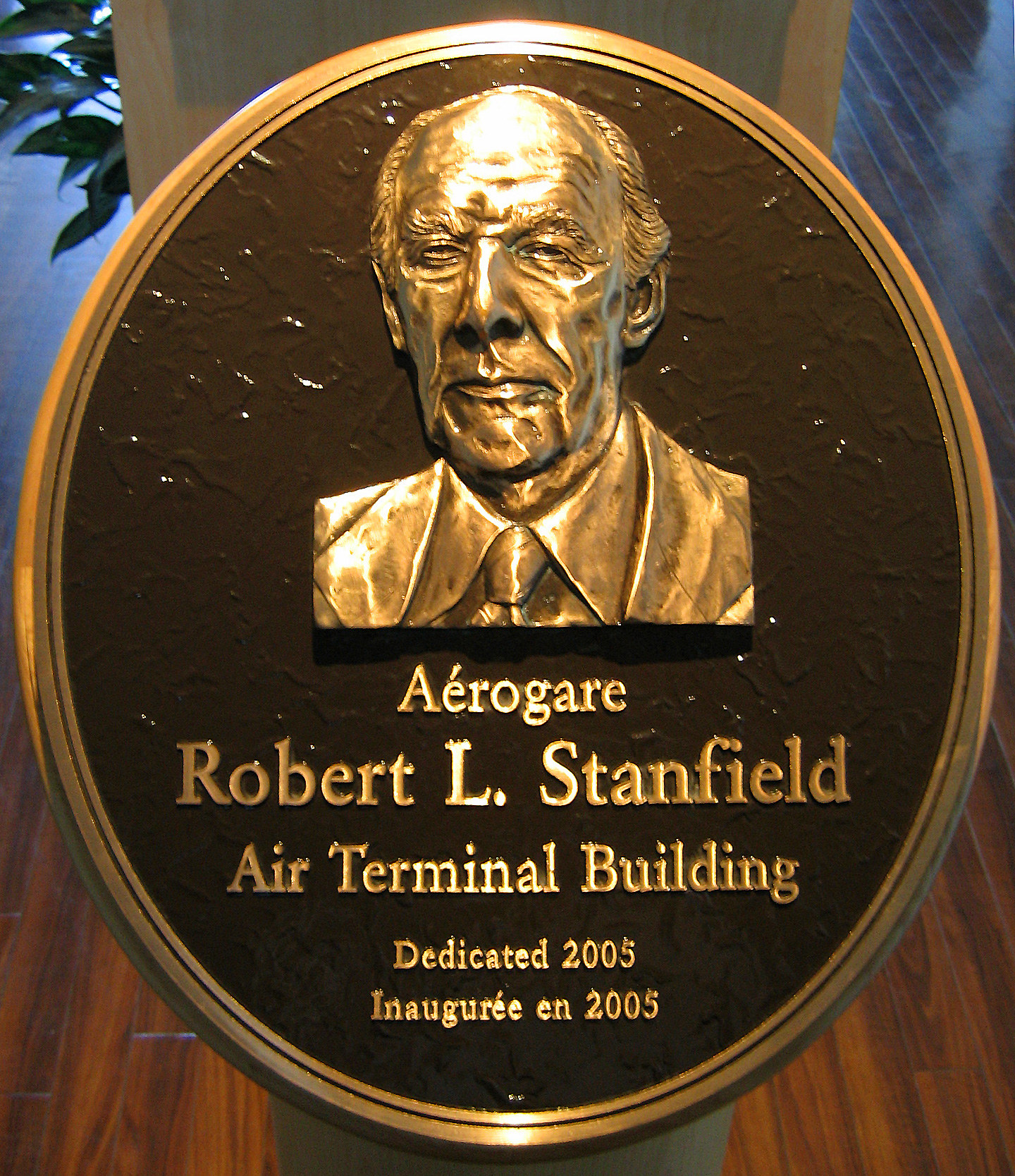
Plakette zur Erinnerung an Robert Stanfield auf dem Halifax Stanfield Internationaler Flughafen

Robert Lorne Stanfield, PC, QC (* 11. April 1914 in Truro, Nova Scotia; † 16. Dezember 2003 in Ottawa, Ontario) war ein kanadischer Politiker und Premierminister von Nova Scotia.

## Biografie

### Aufstieg zum Premierminister von Nova Scotia
Stanfield, Sohn des Vizegouverneurs (Lieutenant-Governor) von Nova Scotia von 1930 bis 1931, Frank Stanfield, war während des Zweiten Weltkrieges von 1942 bis 1945 als Mitarbeiter der Kriegsbehörde für Preise und Handel (Wartime Prices and Trade Board) in Halifax tätig.
1947 begann er seine politische Laufbahn, als er Präsident der Progressive Conservative Association of Nova Scotia wurde, während diese nicht im Abgeordnetenhaus von Nova Scotia vertreten war. 1948 wurde er dann Vorsitzender der Progressive Conservative Association in der Provinz und begann die Partei nach dem miserablen Abschneiden bei der Provinzwahl vom 23. Oktober 1945 neu aufzustellen. Bei der folgenden Wahl vom 9. Juni 1949 sowie 26. Mai 1953 konnte er die Anzahl der Mandate auf zunächst 8 und dann auf 13 erhöhen.
Bei der Wahl vom 30. Oktober 1956 stellte die Progressive Conservative Association erstmals seit 23 Jahren mit 24 Abgeordneten wieder mehr Vertreter im Abgeordnetenhaus als die Nova Scotia Liberal Party. Am 20. November 1956 wurde Stanfield dann Premierminister von Nova Scotia und übernahm zugleich die Ämter des Schatz- (Treasurer) und Erziehungsministers (Minister of Education).
Bei den darauffolgenden Provinzwahlen 1960, 1963 und 1967 konnte seine Partei ihre Vormachtstellung im Abgeordnetenhaus weiter ausbauen und verfügte zuletzt über eine Mehrheit von 40 der 46 Parlamentssitze. Während seiner bis zum 13. September 1967 dauernden Amtszeit als Premierminister führte er umfangreiche Programme in den Bereichen Erziehung, Gesundheit, Wohlfahrt und Fernstraßenbau durch. Zu seinen wichtigsten politischen Mitstreitern dieser Zeit gehörten sein Nachfolger als Premierminister George Isaac Smith und Parlamentssprecher Harvey Veniot.
Am 13. September 1967 trat er als Premierminister Nova Scotias zurück und übergab dieses Amt an seinen Parteifreund George Isaac Smith.

### Parteivorsitzender und Gegner Trudeaus
Vier Tage zuvor wurde er am 9. September 1967 als Nachfolger des ehemaligen Premierminister von Kanada John Diefenbaker zum Vorsitzenden der Progressiv-konservative Partei Kanadas (PC) gewählt. Stanfield sah sich jedoch mit einer tiefen Spaltung der Partei konfrontiert, die nach dem erzwungenen Rücktritt von John Diefenbaker entstanden war. Kurz darauf wurde er bei einer Nachwahl (by-election) zum Abgeordneten des Kanadischen Unterhauses gewählt.
Als Parteivorsitzender erkannte Stanfield die Notwendigkeit, das Vertrauen der Frankophonen zurückzugewinnen. Die Progressiv-Konservativen begannen auch, sich von der merkantilistischen Wirtschaftspolitik wegzubewegen und einen neoliberalen Kurs einzuschlagen. Stanfield gelang es jedoch nicht, seine Partei zu einem Wahlsieg zu verhelfen. Als Oppositionsführer attackierte er zwar ständig die Wirtschaftspolitik von Premierminister Pierre Elliott Trudeau. Allerdings führte seine langsame Redeweise, die im Gegensatz zu seinem scharfen Verstand stand, nicht zu breiter Beliebtheit in der nationalen Politik ebenso wie seine oft ungeschickten öffentlichen Auftritte wie zum Beispiel bei einem Footballspiel während des Wahlkampfes 1974. Letztlich führte die ungleich forschere, jugendlichere Art von Trudeau dazu, dass die Progressiv-Konservative Partei während seiner Zeit als Parteivorsitzender bei den Wahlen zum Unterhaus 1968, 1972 und 1974 gegen Trudeaus Liberale Partei Kanadas stets deutlich unterlag. Gleichwohl wurde er weithin angesehen als „der beste Premierminister, den Kanada niemals hatte.“
Am 22. Februar 1976 trat er schließlich als Vorsitzender der PC zurück und übergab das Amt an seinen früheren Assistenten, den jungen Abgeordneten Joe Clark. Bei der Unterhauswahl 1979 verzichtete Stanfield auf eine erneute Kandidatur und zog sich zunächst weitgehend aus der Politik zurück.
Später war er jedoch zwischen 1983 und 1987 Vorsitzender des Instituts für öffentliche Politikforschung (Institute for Research on Public Policy) sowie im Anschluss von 1987 bis 1991 der Commonwealth Stiftung (Commonwealth Foundation). In seinen letzten Lebensjahren wurde Stanfield als das Gewissen der Progressiv-Konservativen betrachtet, insbesondere wegen seiner progressiven oder „roten“ Ansichten in sozialen Fragen.
Nach seinem Tode erfolgte seine Beisetzung auf dem Camp Hill Cemetery in Halifax. 2005 wurde der Halifax International Airport zu seinen Ehren umbenannt in Halifax Stanfield Internationaler Flughafen.